# Poinçon-lès-Larrey
Poinçon-lès-Larrey är en kommun i departementet Côte-d'Or i regionen Bourgogne-Franche-Comté i östra Frankrike. Kommunen ligger i kantonen Laignes som tillhör arrondissementet Montbard. År 2022 hade Poinçon-lès-Larrey 193 invånare.

## Befolkningsutveckling
Antalet invånare i kommunen Poinçon-lès-Larrey
Referens:INSEE